# Andrena polemediana
Andrena polemediana är en biart som beskrevs av Mavromoustakis 1956. Andrena polemediana ingår i släktet sandbin, och familjen grävbin. Inga underarter finns listade i Catalogue of Life.